# Jan Elfring
Johan Gerard Hendrik „Jan” Elfring (ur. 8 lutego 1902 w Alkmaarze, zm. 4 września 1977 w Apeldoornie) – piłkarz holenderski grający na pozycji napastnika. W swojej karierze rozegrał 15 meczów i zdobył 2 gole w reprezentacji Holandii.

## Kariera klubowa
W swojej karierze piłkarskiej Elfring grał w klubie Alcmaria Victrix z Alkmaaru.

## Kariera reprezentacyjna
W reprezentacji Holandii Elfring zadebiutował 31 października 1926 roku w przegranym 2:3 towarzyskim meczu z Niemcami, rozegranym w Amsterdamie. W 1928 roku był w kadrze Holandii na igrzyska olimpijskie w Amsterdamie. Od 1926 do 1928 roku rozegrał w kadrze narodowej 15 meczów i strzelił w nich 2 bramki.